# Port lotniczy Stella Maris
Port lotniczy Stella Maris – port lotniczy zlokalizowany w mieście Stella Maris, na wyspie Long Island (Bahamy).